# Mondosonoro
Mondosonoro (familièrement La Mondo) est un magazine musical indépendant, fondé en octobre 1994 à Barcelone par l'éditeur Sister Sonic.
Au début de 2016, le magazine compte 25 employés (et plusieurs collaborateurs) répartis dans huit salles de rédaction. L'édition papier, qui compte 125 000 exemplaires mensuels, est distribué dans 13 communautés autonomes espagnoles incluant Madrid, Catalogne, Pays basque, Navarre, Andalousie, Communauté valencienne, Aragon, Galice, Castille et León, Baléares, Murcie, Asturies et Cantabrie. Sa distribution prioritaire se concentre sur les salles de concert, les boutiques et les lieux de répétition. En 2016, son coordinateur général est Sergio Marqués, et son rédacteur en chef est Joan S. Luna.

## Histoire
Le magazine est né dans le but de servir de conférencier pour les groupes et collectifs artistiques n'ayant pas eu d'impact dans les médias grand public. Depuis lors, son contenu se concentre sur l'actualité musicale et artistique indépendante. Ses sections principales sont : nouvelles nationales et internationales, interviews et rapports, critiques (d'albums, livres, bandes dessinées), listes d'albums et vidéos, agenda et festivals. Il possède aussi sa version numérique depuis 1997, mondosonoro.com, conçue comme extension de l'édition papier, et dans le même but de faire connaître les différents groupes nationaux et internationaux qui opèrent dans des circuits indépendants. Il est également présent dans les réseaux sociaux tels que Facebook, Twitter et Google+.
Peu après sa fondation, le magazine organise annuellement, chaque février dans plusieurs villes d'Espagne, une série de concerts connus sous le nom de festivals Demoscópicas, dans lesquels ils offrent la possibilité à plusieurs groupes indépendants de se faire connaitre par le public. Chaque mai également, le magazine organise les Especial Festivales, qui sont plus de 250 en Espagne et en Europe.
Le 10 octobre 2014, le magazine célèbre ses vingt années d'existence avec un concert organisé à la Razzmatazz de Barcelone avec les groupes Sidonie, Love of Lesbian, Dorian et Standstill.